# Бенце Шваснек
Бенце Шваснек (угор. Svasznek Bence; народився 25 липня 1975 у м. Будапешт, Угорщина) — угорський хокеїст, захисник. 
Виступав за «Уйпешт» (Будапешт), «Ференцварош» (Будапешт), «Альба Волан» (Секешфехервар), «Будапешт Старс», «Мішкольц».
У складі національної збірної Угорщини провів 125 матчів; учасник чемпіонатів світу 2001 (дивізіон I), 2002 (дивізіон I), 2003 (дивізіон I), 2004 (дивізіон I), 2005 (дивізіон I), 2006 (дивізіон I), 2007 (дивізіон I), 2008 (дивізіон I), 2009 і 2010 (дивізіон I). У складі молодіжної збірної Угорщини учасник чемпіонату Європи 1994 (група C). 
Чемпіон Угорщини (2008).